# Diospyros dolmen
Diospyros dolmen är en tvåhjärtbladig växtart som beskrevs av B. Walln. Diospyros dolmen ingår i släktet Diospyros och familjen Ebenaceae. Inga underarter finns listade i Catalogue of Life.